# 詹姆斯·汤姆森 (诗人)

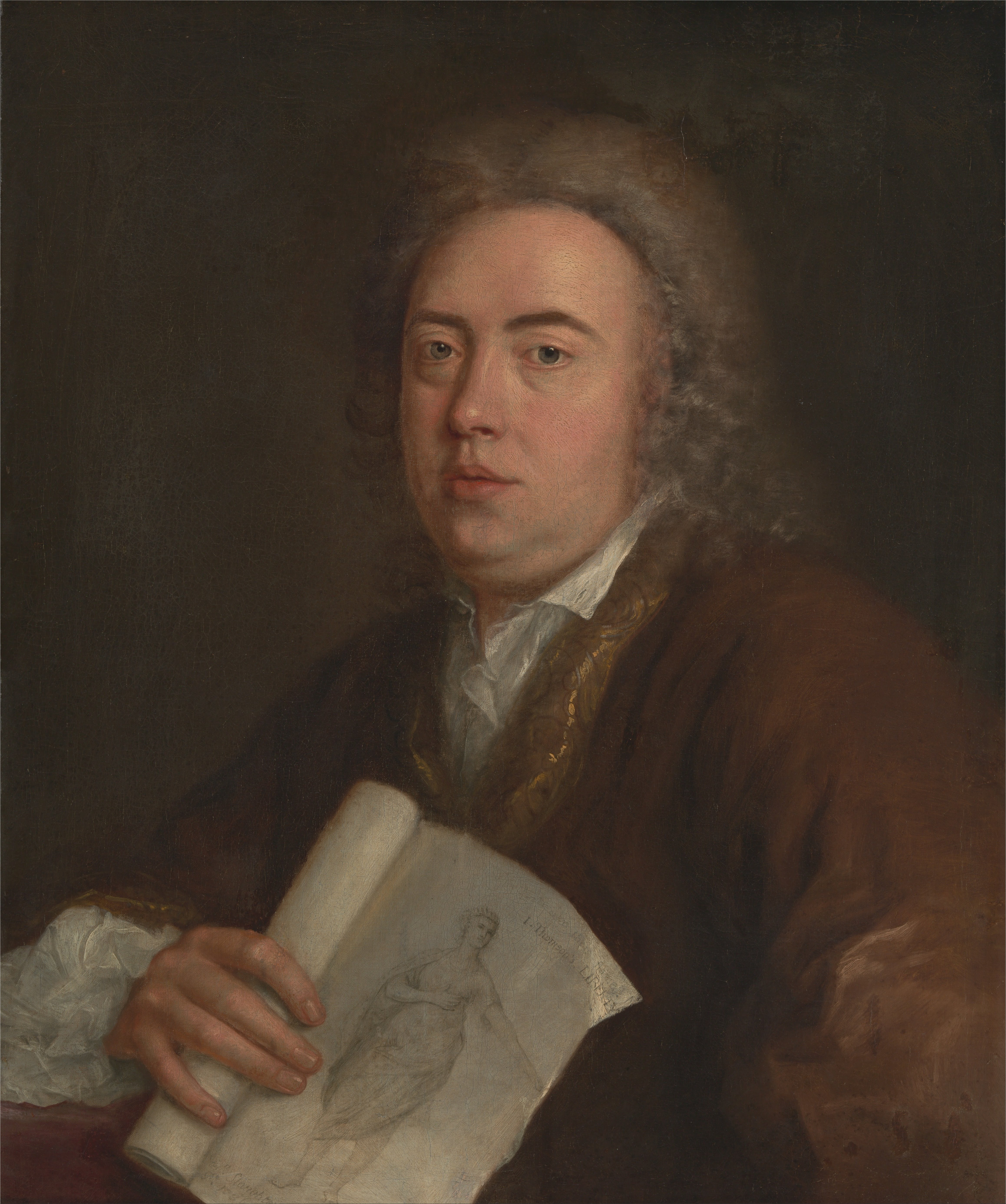
詹姆斯·汤姆森

詹姆斯·汤姆森（1700年9月11日 - 1748年8月27日）是苏格兰诗人和剧作家，統治吧，不列顛尼亞！一歌的歌名就是來自他的作品。汤姆森是爱丁堡王子街司各特纪念塔上镌刻的十六位苏格兰诗人与作家之一。